# Dobrzec P
Dobrzec P (Dobrzec Południe) – osiedle Kalisza, położone w zachodniej części miasta, w którego skład wchodzi wielki zespół mieszkaniowy, około 3 km od Śródmieścia. Granice osiedla stanowi aleja Wojska Polskiego (do ronda Westerplatte), ul. Podmiejska, ul. Prymasa Stefana Wyszyńskiego oraz ul. Biskupicka. Na terenie osiedla znajduje się hala sportowo-widowiskowa Arena Kalisz.
Siedziba rady osiedla mieści się przy ul. Prymasa Stefana Wyszyńskiego 21 klatka 11.
Osiedle Dobrzec P wraz z osiedlami Dobrzec W i Dobro oraz sołectwem Dobrzec leżą na obszarze dawnej podmiejskiej wsi Dobrzec Wielki. Obszar ten jest jednym z największych pod względem liczby mieszkańców miasta Kalisza.

## Oświata
- Niepubliczne Przedszkole „Calineczka”
- Zespół Szkół nr 9:
  - Szkoła Podstawowa nr 24 im. Jana Pawła II
  - VII Liceum Ogólnokształcące – Szkoła Mistrzostwa Sportowego

## Obiekty religijne

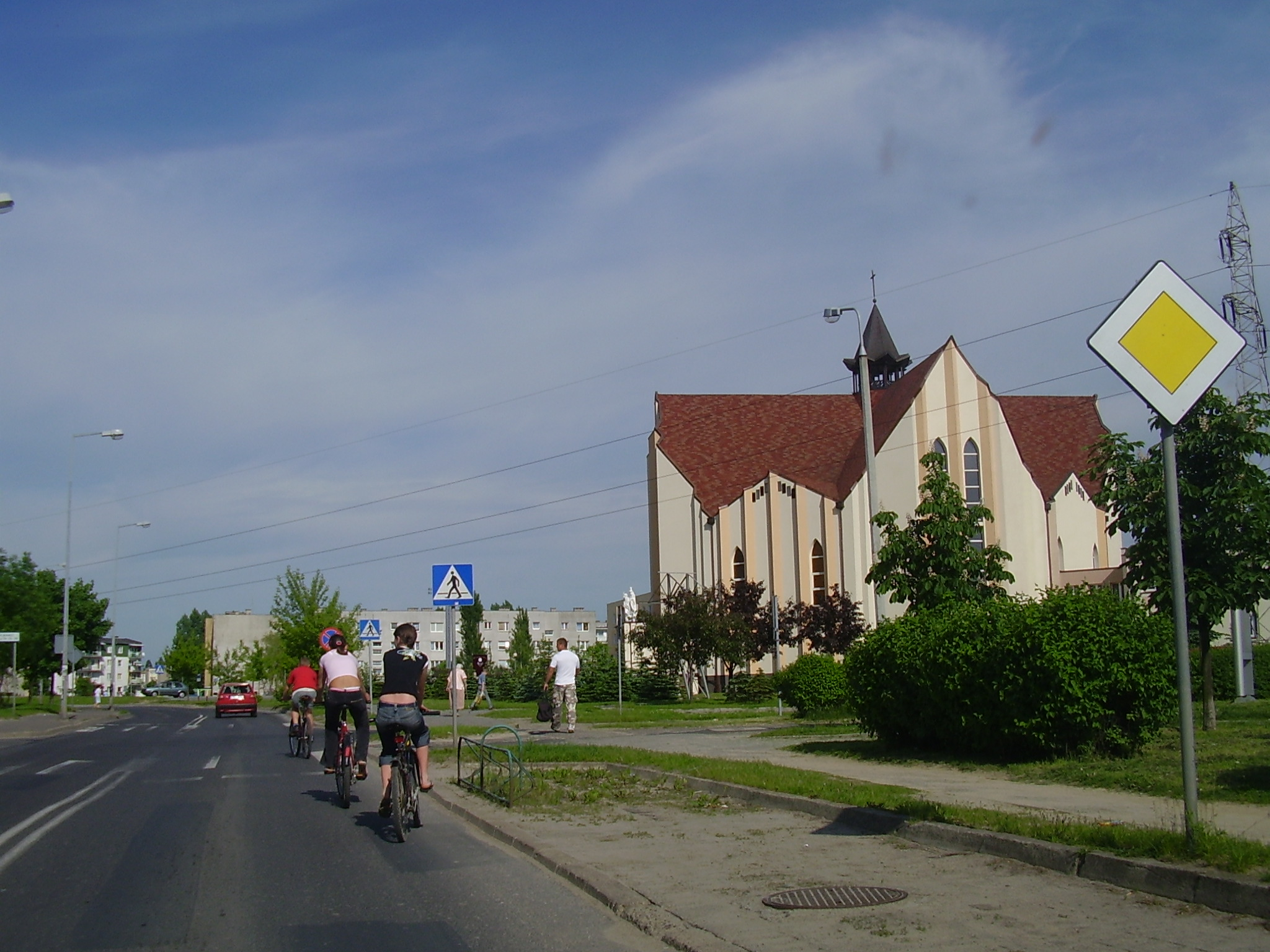
Kościół rzymskokatolicki pw. św. apostołów Piotra i Pawła (2005)

- kościół rzymskokatolicki pw. św. apostołów Piotra i Pawła
- parafialna kaplica pw. św. papieża Jana Pawła II

## Tereny zielone
- Pola Marsowe
- Skwer Generała Stefana Roweckiego „Grota”

## Handel wielkopowierzchniowy
Na terenie osiedla Dobrzec P, znajduje się kilka wielkopowierzchniowych obiektów handlowych m.in. supermarket Netto, salon meblowy Black Red White, galeria handlowa Mini Park wraz z marketem Biedronka i sklepem Pepco oraz supermarket Społem „Hanka”.

## Komunikacja miejska
Osiedle jest bardzo dobrze skomunikowane z pozostałymi częściami miasta i regionu autobusami Kaliskich Linii Autobusowych. Istniejące połączenia (2018) zapewniają docelowy dojazd do m.in. Chotowa, Kościelnej Wsi, Majkowa, Nowych Skalmierzyc, Opatówka, Ostrowa Wielkopolskiego, Sulisławic, Winiar, Wolicy i Żydowa.